# Neoamphorophora ledi
Neoamphorophora ledi är en insektsart som först beskrevs av Einar Wahlgren 1938.  Neoamphorophora ledi ingår i släktet Neoamphorophora och familjen långrörsbladlöss. Arten är reproducerande i Sverige. Inga underarter finns listade i Catalogue of Life.